# Takachiho (incrociatore)
Il Takachiho fu un incrociatore protetto della Marina imperiale giapponese, seconda e ultima unità della classe Naniwa, entrato in servizio nel 1885; attivo durante la prima guerra sino-giapponese e la guerra russo-giapponese, andò perduto durante la prima guerra mondiale il 17 ottobre 1914 dopo essere stato silurato dalla torpediniera tedesca S-90 nell'ambito degli eventi dell'assedio di Tsingtao.

## Storia
Come il gemello Naniwa, l'incrociatore fu ordinato dal governo del Giappone ai cantieri navali britannici della Armstrong Whitworth di Newcastle upon Tyne come versione migliorata del precedente Izumi; l'unità fu impostata il 27 marzo 1884 e varata il 16 maggio 1885 con il nome di Takachiho (高千穂?) in onore dell'omonima cittadina giapponese, località importante per la mitologia locale. Completato l'allestimento il 1º dicembre 1885, l'incrociatore arrivò a Yokohama all'inizio del luglio 1886 appena una settimana dopo l'arrivo del gemello Naniwa a Tokyo.
Nel 1893 il Naniwa e il Takachiho compirono due viaggi a Honolulu nelle Hawaii per fornire protezione ai cittadini giapponesi e rappresentare gli interessi del governo nipponico durante gli eventi del rovesciamento del Regno delle Hawaii da parte degli Stati Uniti d'America. A partire dall'agosto 1894 l'incrociatore fu impegnato negli eventi della prima guerra sino-giapponese, partecipando alla battaglia del fiume Yalu contro la flotta del Pei-yang come parte di uno "squadrone volante" comprendente anche gli incrociatori Naniwa, Yoshino e Akitsushima e contribuendo all'affondamento degli incrociatori cinesi King Yuen, Zhiyuan e Chih Yuen; il Takachiho fu poi impiegato in azioni pattugliamento nel Mare di Bohai e al largo di Port Arthur. Conclusa la guerra, l'incrociatore partecipò alla soppressione dell'effimera Repubblica di Taiwan nel 1895, durante la quale bombardò i forti cinesi di Keelung il 3 giugno 1895.
Il 21 marzo 1898 il Takachiho fu riclassificato come incrociatore di 2ª classe, e tra il 1900 e il 1901 il suo armamento principale di cannoni Krupp fu rimpiazzato da cannoni britannici QF 6 in/40 per aumentarne la stabilità e per ragioni di standardizzazione con le altre unità della marina nipponica. Nel 1901 l'incrociatore partecipò alla repressione della rivolta dei Boxer, coprendo lo sbarco di reparti di fanteria di marina giapponesi a Tientsin nel nord della Cina.
Durante la guerra russo-giapponese del 1904-1905, il Takachiho prese parte alla battaglia della baia di Chemulpo il 9 febbraio 1904, mentre il 10 marzo seguente fu assegnato al blocco della base russa di Port Arthur; in giugno fu inviato nel mar del Giappone per contrastare le sortite in mare della squadra di incrociatori russi di base a Vladivostok come parte della 2ª Flotta del vice ammiraglio Kamimura Hikonojō, partecipando il 14 agosto alla vittoria giapponese nella battaglia del Mare del Giappone durante la quale contribuì ad affondare l'incrociatore russo Rurik. Il Takachiho fu inoltre presente alla decisiva battaglia di Tsushima il 27-28 maggio 1905.
Per via della sua obsolescenza, il Takachiho fu ridesignato il 28 agosto 1912 come nave da difesa costiera e poi convertito in posamine e nave scuola; uno dei suoi cannoni da 152 mm fu rimosso per poter ospitare un deposito per 200 mine. Dopo la dichiarazione di guerra del Giappone alla Germania nell'agosto del 1914, il Takachiho fu assegnato alla forza navale anglo-giapponese impegnata nel blocco della colonia tedesca di Tsingtao sulla costa della Cina settentrionale; il 17 ottobre seguente la nave fu sorpresa dalla torpediniera tedesca S-90 circa 10 miglia nautiche a sud-est della baia di Jiaozhou e colpita da un unico siluro: il Takachiho affondò rapidamente nella posizione 35°55′N 120°24′E con la morte di 271 membri dell'equipaggio (tra cui il comandante, capitano Ito Sukeyasu). L'affondamento dell'ex incrociatore rappresentò la singola più ampia perdita di vite umane riportata dal Giappone nel corso della prima guerra mondiale.